# Guerra económica en Uganda
La Guerra Económica en Uganda ocurrió en agosto de 1972, y durante el otoño de aquel año en el contexto de las "reformas" económicas del nuevo dictador del país de este-africano Presidente "Mariscal de Campo" Idi Amin Dada. La "Guerra Económica" era una parte del proceso de Amin para tomar el control del poder político y financiero en Uganda, y gradualmente hacerse un dictador totalitario.

## Minorías en Uganda yÁfrica
Muchos países africanos tienen minorías no negro-africanos. Los ejemplos más famosos son los blancos coloniales como los afrikáners, alemanes y británicos de Sudáfrica, África del Sudoeste y Rodesia, y los franceses de Argelia.
Pero hay otras minorías no blancos que migraron de sus lugares de origen a regiones africanas. En Sudáfrica hay una minoría importante de indios musulmanes, hindúes, y de varias otras religiones. En Liberia y otros países en África Occidental hay muchos libaneses, la mayoría de ellos comerciantes. En Zanzíbar hasta 1963 el gobierno estaba en manos de un sultán árabe omanés, y hubo una población grande de árabes influyentes. 
En Uganda, como en Sudáfrica, hubo una minoría de origen indo-asiático. Como en el resto de los ejemplos, los indios fueron sobras de la migración india del rajá británico, un imperio de los países modernos de la India, Pakistán, Birmania y Bangladés a otros lugares en el Imperio Británico. En 1972 se encontraba en Uganda una población de 70.000 a 80.000 ciudadanos de origen indo-asiático. Muchos de ellos fueron comerciantes prósperos y que se gustaron de los regímenes coloniales, primero bajo el poder del primer ministro y luego bajo el poder del presidente de Uganda, Sr. Milton Obote. Obote consiguió equilibrar los poderes económicos en Uganda para proveer una política de éxito en Uganda de 1966-71, los años que gobernó como dictador autocrático del país. Los indio-asiáticos no le molestaron a Sr. Obote, porque él sabía que como una minoría tan pequeña en un país de diez de millones negro-africanos no podrían gobernar en Uganda. Obote consiguió que los indo-asiáticos fueran provechosos para el país, permitiéndoles tomar el poder comercial que impulsó la economía de mercado en Kampala y Entebbe, pero los miembros de las tribus Acholi y Lango (la de Obote), mantuvieron el control del gobierno y el poder militar.

## Caída de Obote
El 25 de enero de 1971, mientras que el presidente Obote estaba de visita en Singapur, el jefe del estado mayor del ejército de Uganda, General Idi Amin Dada, lo derrocó en un golpe militar. Enseguida él declaró una reforma económica para limpiar la "corrupción" de la era Obote. Aunque Obote no fue un político limpio de sospechas de corrupción, su gobierno hizo un estado fuerte de Uganda, y tanto menos corrupto de lo que era bajo la gobernación hasta 1966 de jefes y reyes feudales como el Kabaka (Rey) de Buganda, Mutesa II. Pero Obote, como los demás jefes de Estado africanos, fue dependiente de los miembros de su propia tribu, los lango, y aliados de tribus similares.

## Establecimiento de Amin: Purgas y Matanzas
Para comenzar, Amin solo persiguió a miembros señores del régimen Obote, y por tanto liberó a oponentes de Obote. Pero en julio, el dictador ordenó la masacre de 5.000 de sus propios soldados en los barracones de Jinja y Mbarara, se trataba de miembros de las tribus Lango y Acholi. Este acto era para "purificar" el ejército del apoyo a Obote, quien se trasladó a Tanzania y estableció una oposición, pues él continuó con matanzas en los territorios de las dos tribus en el norte de Uganda.

### Desemancipación
Las masacres de Jinja, Mbarara, y los territorios Lango y Acholi solo fueron el comienzo. Amin hizo de Uganda un estado de terror, y asesinó a muchos de sus amigos cercanos y compañeros del ejército y gobierno, para eliminar cada competidor al poder. El 4 de agosto de 1972, Amin reveló la segunda fase de su destrucción de las instituciones anteriores de poder en su país. Amin declaró que los residentes asio-ugandeses deberían de arreglar sus cosas más necesarias y salir de Uganda en 48 horas. De las 80.000 personas asio-ugandeses, 60.000 no tenían pasaportes ugandeses, sino británicos. Inicialmente el presidente Amin expulsó a los 60.000 que legalmente pudo llamar como extranjeros (aunque la confiscación de sus propiedades fue ilegal según el Derecho internacional), pero luego enmendó su decreto para incluir a aquellos asio-ugandeses que tenían pasaportes ugandeses. Treinta mil asio-ugandeses emigraron a Gran Bretaña, los otros a Australia, Suecia, Canadá, EE. UU., e India, y Amin permitió solo a médicos, profesores y abogados, los que no tenían negocios relacionados con el comercio, quedarse en Uganda. 

### Redistribución
Amin hizo la "Guerra Económica" como un paso populista para atraer el apoyo de los ugandeses pobres y no educados. Pero cuándo el régimen de Amin empezó a redistribuir los negocios y propiedades de los expulsados, el dictador eligió en sus amigos más cercanos, la mayoría procedentes de las minorías norteñas nubios, Lugbara, Kakwa (su propio tribu), de religión musulmana y orígenes como pastores en la provincia del oeste del Nilo. Ellos eran, como el propio Amin, maleducados, analfabetos, y entonces mal preparados para manejar negocios e industrias de la ciudad.

## Efectos

### Beneficiosos
Idi Amin creyó que la minoría asio-ugandesa era una carga sobre los hombros de los negro-africanos, y acusó a los Lango y Acholi de ser colaboracionistas del colonialismo británico. A corto plazo la expulsión ayudó a Amin a conseguir el apoyo del ejército, y entre los grupos preferidos de ellos, los ugandeses musulmanes del norte. Muchos de ellos recibieron los activos de los asio-ugandeses que expulsaron del país. Pero aquellos beneficios fueron temporales. 

### Debilitantes
Los efectos debilitantes de la guerra económica se pueden dividir en dos categorías: Los apuros económicos que prosiguieron en Uganda, y los daños morales que hizo a la reputación de África en el mundo. 

#### Económicos
La "Guerra Económica" de Amin tuvo el efecto opuesto de lo que quiso. En lugar de unir el país contra la minoría "explotadora" que eligió el presidente, el acto cortó la producción nacional de Uganda a unas profundidades nuevas. La pobreza en el país se incrementó, y las deudas de Uganda también. Muchos negro-ugandeses que dependían de las obras de los comerciantes asio-ugandeses, las perdieron. Adicionalmente, los daños que hizo Amin a sus relaciones con Gran Bretaña, Europa, Estados Unidos e India lo empujaron a una alianza de dependencia en ayuda fiscal de los estados árabes, especialmente Libia, pero también de Arabia Saudita y varios militantes árabes palestinos. El bloque musulmán hizo de Amin un títere para adquirir influencia en África y apoyo a la causa palestina, lo que culminó en el incidente de Entebbe. 
Los efectos de la guerra continuaron afectando a Uganda muchos años después de la caída de Amin en abril de 1979. Los siguientes gobiernos de Uganda nunca encontraron un sucedáneo para la clase de comerciantes asio-ugandeses, y Uganda siguió teniendo guerras civiles (aunque ellas no fueron debidas solamente a la Guerra Económica). Las políticas de agresión contra extranjeros que se hicieron durante el gobierno de Amin, dirigieron a una guerra auténtica en 1978-79 desde Uganda y Tanzania (véase Guerra Uganda-Tanzania), en que Amin había forzado a huir, y desde entonces hubo dos guerras civiles en Uganda que destruyeron la economía y la unidad del país aún más. 

#### Políticos
En nuestro tiempo la "Guerra Económica" en Uganda no se recuerda mucho, pero en la historia de África es un capítulo siniestro de racismo. En el golpe de Zanzíbar en 1964 los rebeldes marxistas ejecutaron a miembros de la minoría gobernante árabe. Pero es conocido hoy que Amin, que fue un admirador de Adolf Hitler y también odió a los judíos, se inspiró para hacer la "guerra" actualmente desde los Leyes de Núremberg y la expulsión de la población de judíos españoles (consultar Inquisición Española). Él creía que los asio-ugandeses eran sanguijuelas que explotaban la economía de los negro-africanos, como Hitler creyó que los judíos explotaron a los alemanes. Además de la guerra, Amin creía que Uganda habría conseguido ser como lo que la Alemania Nazi había sido durante los años treinta. Pero él olvidó el ejemplo anterior de España en que la expulsión de los judíos sefardíes provocó un caos de la economía española. Amín decidió anular los derechos de esta minoría, porque sabía que a ellos, la ciudadanía británica los protegería de crímenes violentos.

## Semejanzas paralelas en África
Las políticas xenófobas en África eran hasta entonces menos comunes. Además en el incidente de Zanzíbar en 1963, la mayoría de las víctimas eran blanco-africanos que habían sido forzados gradualmente a abandonar sus hogares en África, especialmente en Argelia. Aquellos acontecimientos en Argelia fueron casos puros de un conflicto entre el pueblo indígena y los colonizadores de Francia.

### Zaire
En octubre de 1971 Mobutu Sese Seko, el dictador militar de la República Democrática del Congo, cambió el nombre de su país de RDC a la República de Zaire, e hizo un programa de africanización, incluyendo hacer tabú del vestido y cultura del mundo occidental, como llevar un traje y corbata. Mobutu sermoneaba mantras antioccidentales, y nacionalizó ciertos activos económicos de compañías europeas como la minería de minerales como cobre. Pero Mobutu también aseguró lazos buenos con Francia y Bélgica, financiando con muchos sobornos a políticos de ambos países. Mobutu utilizó su retórica actualmente para desaconsejar el comunismo en África. Mobutu atrajo el apoyo de la CIA porque fue un líder africano de carácter anticomunista y tuvo el control de los recursos naturales inmensos en la RDC/Zaire. Zaire tenía una comunidad pequeña de europeos colonialistas hasta la independencia, pero las políticas de Mobutu poco a poco los previno de vuelta a sus países de origen.

### Angola
En 1975 Angola se hizo independiente bajo el control del MPLA, un movimiento marxista, y enseguida cayó en una guerra civil contra dos movimientos rebeldes, el FNLA, (que tuvo en calidad de socio casi enteramente al grupo étnico Bakongo), y la UNITA (que había tenido una mayoría de los Ovimbundu). Aquellos dos grupos tuvieron una queja contra el nuevo gobierno de Presidente Agostinho Neto: La prevalencia de personas mulatas y kimbundus en el gobierno. Los rebeldes acusaron a los MPLA de hacer un colonialismo nuevo de tendencia soviética (UNITA había sido hasta esos años aliado de la China comunista y UNITA con Zaire, ambos dos enemigas de la URSS), aunque los mulatos eran una consecuencia de la era portuguesa, y lucharon contra el régimen colonialista como hizo el FNLA.

### Zimbabue
En 1980, según el Acuerdo de Lancaster House, el poder en el estado de Zimbabue Rodesia se trasladó a un gobierno del alianza negro-africana militante ZANU-PF, bajo la jefatura del siguiente primer ministro (y luego presidente) Robert Mugabe, KCB. El acuerdo estipuló que hubiera una moratoria de reformas de tierra de diez años. Pero durante los años ochenta Zimbabue se convirtió en un país más dividido, no solo entre blanco-rodesianos y negro-africanos, sino entre los dos grupos étnicos, los shona y ndebele (véase el Gukurahundi). Hasta 1997 Zimbabue fue un país pobre, con una corrupción desenfrenada y el desempleo en crecimiento, año en que el gobierno de Tony Blair declaró que Gran Bretaña no se fundaría más en la política de "vendedor dispuesto, comprador dispuesto". Hasta entonces, el gobierno británico hizo un fondo para comprar granjas de blancos en Zimbabue y distribuirlas al pueblo negro-africano en Rodesia. A causa del nepotismo de la distribución (que fue dirigida por Mugabe y su gobierno), Blair declaró que el fondo no ayudaba a los pobres en Zimbabue, y entonces dejó de aportar más capital a él. En Zimbabue las manifestaciones contra Mugabe empezaron por parte de grupos de "ex-combatientes" de la Guerra del Mote y amenazaron con derribarlo. Mugabe repuso con una campaña de aprobación para confiscaciones de tierras de granjeros blancos por el estado y miembros del grupo de excombatientes. La campaña hizo de Zimbabue un estado paria en el mundo, y lo había expulsado de la Commonwealth. El caso de Zimbabue, aunque es de la xenofobia más común para blancos y no para indio-asiáticos, es el más similar al caso de Uganda que los otros. En este sentido se puede decir que el precedente que estableció Idi Amin en 1972 con su "Guerra Económica" continúa influyendo en los estados africanos hasta nuestros tiempos.
- Datos: Q4207409